# Trachelanthus
Trachelanthus es un género de plantas con flores perteneciente a la familia Boraginaceae. Comprende ocho especies.

## Taxonomía
El género fue descrito por Gustav Kunze y publicado en Bot. Zeitung 8: 665. 1850.

## Especies seleccionadas
- Trachelanthus attenuatus
- Trachelanthus cerinthoides
- Trachelanthus foliosus
- Trachelanthus hissaricus